# Oggetti non stellari nella costellazione di Ercole
Principali oggetti non stellari presenti nella costellazione di Ercole.

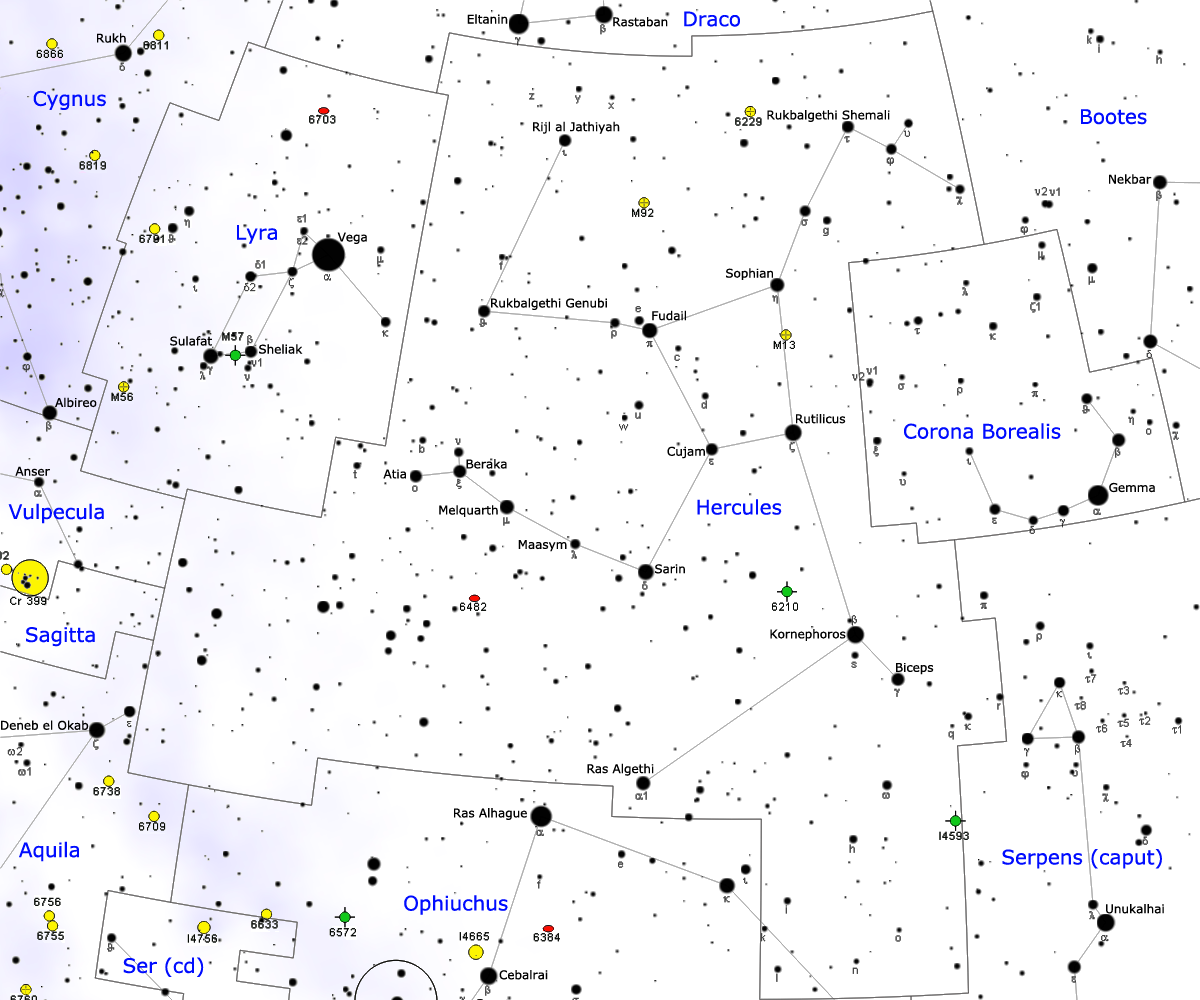
Mappa della costellazione di Ercole.

## Ammassi globulari
- M13
- M92
- NGC 6229
- Palomar 14

## Nebulose planetarie
- Abell 39
- NGC 6058
- NGC 6210

## Nebulose diffuse
- Sh2-73

## Galassie
- Arp 272
- CGCG 254-021
- Galassia Nana di Ercole
- Hercules A
- LBG-2377
- MCG+07-33-027
- NGC 6050
- NGC 6052
- NGC 6166
- NGC 6482
- PGC 214560

## Ammassi di galassie
- Abell 2147
- Abell 2199
- Abell 2261
- Ammasso di Ercole
- MACS J1720.3+3536
- Superammasso CL J1604
- Superammasso di Ercole
- Zwicky 8338

## Vuoti
- Vuoto Locale